# 효력규정
효력규정은 그에 위반한 행위나 절차가 무효가 되는 규정으로 소송법규의 대부분은 효력규정이다.

## 같이 보기
- 훈시규정
- 강행규정
- 임의규정